# Rosa Linn
Rosa Linn, artiestennaam van Roza Kostandyan (Vanadzor, 20 mei 2000), is een Armeens zangeres, songwriter en producer. Ze verwierf in 2022 bekendheid met het nummer Snap, waarmee ze deelnam aan het Eurovisiesongfestival 2022.

## Biografie
Rosa Linn werd geboren in Vanadzor. Op zesjarige leeftijd speelde ze al piano. In 2013 deed ze mee aan de preselectie van het Junior Songfestival met het nummer Gitem, maar kon ze Monica Avanesian met het nummer Choco factory niet verslaan. In september 2021 bracht ze haar eerste single genaamd King uit in samenwerking met zangeres Kiiara.
Op 11 maart 2022 heeft de Armeense omroep AMPTV Rosa Linn intern geselecteerd om het land te vertegenwoordigen op het Eurovisiesongfestival 2022. Het nummer dat ze daar ten gehore bracht heet 'Snap'. Eigenlijk had ze het nummer al gestuurd naar AMPTV in 2019. Op 10 mei 2022 trad ze als laatste van de zeventien deelnemers op in de eerste halve finale, waar ze eindigde op de vijfde plek met 187 punten. Ze eindigde in de finale op 14 mei als twintigste met 61 punten.
Op 2 juli 2022 kwam ze, ruim een maand na het songfestival, met Snap binnen in de Single Top 100 op plaats 55. Op 16 juli 2022 kwam ze vervolgens binnen op nummer 37 in de Nederlandse Top 40. Het nummer wordt hierna meer en meer opgepikt door Vlaamse en Nederlandse radiozenders. In de Vlaamse Ultratop 50 bereikte ze met Snap de nummer 1-positie, in Nederland redt het nummer het tot de tweede plaats in de top 40.
Later in 2022 mocht ze deelnemen aan de The Late Late show en bracht ze een EP uit onder de naam Snap Pack, waar verschillende varianten en een remix van Snap op stonden. Ook bracht ze een Italiaanse vertaling uit met zanger Alfa. Op TikTok wordt het nummer regelmatig door gebruikers bewerkt.
In oktober 2022 had Linn een nieuw lied geschreven WDIA (Would Do It Again). Dit nummer heeft ze uiteindelijk uitgebracht met de Nederlandse Duncan Laurence, winnaar van het Eurovisiesongfestival 2019.
Op 11 december 2022 mocht ze als intervalact haar nummer Snap zingen op het Junior Eurovisiesongfestival 2022 in Jerevan, Armenië. Er werden Armeense instrumenten gebruikt.

## Discografie

### Singles
| Lied                                           | Verschijnen       | Album | Hitlijsten | Hitlijsten | Hitlijsten  | Hitlijsten  | Hitlijsten   | Hitlijsten   | Hitlijsten | Hitlijsten | Opmerkingen                                                          |
| Lied                                           | Verschijnen       | Album | BE (VL)    | BE (VL)    | NL (Top 40) | NL (Top 40) | NL (Top 100) | NL (Top 100) | GB         | US         | Opmerkingen                                                          |
| Lied                                           | Verschijnen       | Album | Piek       | Weken      | Piek        | Weken       | Piek         | Weken        | Piek       | Piek       | Opmerkingen                                                          |
| ---------------------------------------------- | ----------------- | ----- | ---------- | ---------- | ----------- | ----------- | ------------ | ------------ | ---------- | ---------- | -------------------------------------------------------------------- |
| Snap                                           | 19 maart 2022     | —     | 1 (7wk)    | 43         | 2           | 26          | 4            | 47           | 21         | 67         | Armeense inzending voor het Eurovisiesongfestival 2022 / MNM-Big Hit |
| WDIA (Would Do It Again) (met Duncan Laurence) | 21 oktober 2022   | —     | —          | —          | tip14       |             | —            | —            | —          | —          |                                                                      |
| Heart Like Mine (met Sam Feldt)                | 14 september 2024 | —     | —          | —          | tip1        | 14          | —            | —            | —          | —          |                                                                      |

2006: André · 
2007: Hayko · 
2008: Sirusho · 
2009: Inga & Anush · 
2010: Eva Rivas · 
2011: Emmy · 
2013: Dorians · 
2014: Aram MP3 ·
2015: Genealogy ·
2016: Iveta Mukuchian ·
2017: Artsvik ·
2018: Sevak Chanagian · 
2019: Srbuk · 
2022: Rosa Linn · 
2023: Brunette · 
2024: Ladaniva · 
2025: Parg